# Regionaler Naturpark Aubrac

Logo des Naturparks

Karte der Aubrac-Hochebene

Der Regionale Naturpark Aubrac (französisch: Parc naturel régional de l’Aubrac) liegt in den französischen Départements Aveyron und Lozère der Region Okzitanien sowie im Département Cantal der Region Auvergne-Rhône-Alpes.
Er umfasst im Zentralmassiv das namengebende Hochplateau Aubrac mit seinem Umland und erstreckt sich etwa im Gebiet zwischen den Städten
- Saint-Flour im Norden,
- Mende im Südosten,
- Rodez im Südwesten und
- Conques-en-Rouergue im Westen.

An der südlichen Grenze trifft er unmittelbar auf den Regionalen Naturpark Grand Causses, im Norden nähert er sich auf etwa drei Kilometer dem Regionalen Naturpark Volcans d’Auvergne und im Osten hält er rund 20 Kilometer Abstand zum Nationalpark Cevennen.

## Parkverwaltung
Die Gründung des Naturparks erfolgte am 23. Mai 2018. Der Park umfasst aktuell eine Fläche von rund 221.000 Hektar.
64 Gemeinden mit einem Einzugsgebiet von etwa 36.000 Bewohnern bilden den Park, weitere Gemeinden sind assoziiert.
Die Parkverwaltung mit dem Maison du Parc hat ihren Sitz im Ort Aubrac, im Gemeindegebiet von Saint-Chély-d’Aubrac (44° 37′ 17″ N, 2° 59′ 15″ O).

## Größere Orte im Park
Das Gebiet ist weitgehend nur dünn besiedelt. Größere Gemeinden sind:
- Département Aveyron
  - Argences en Aubrac
  - Entraygues-sur-Truyère
  - Laguiole
  - Saint-Côme-d’Olt
  - Saint Geniez d’Olt et d’Aubrac
- Département Lozère
  - Peyre en Aubrac
- Département Cantal
  - Chaudes-Aigues

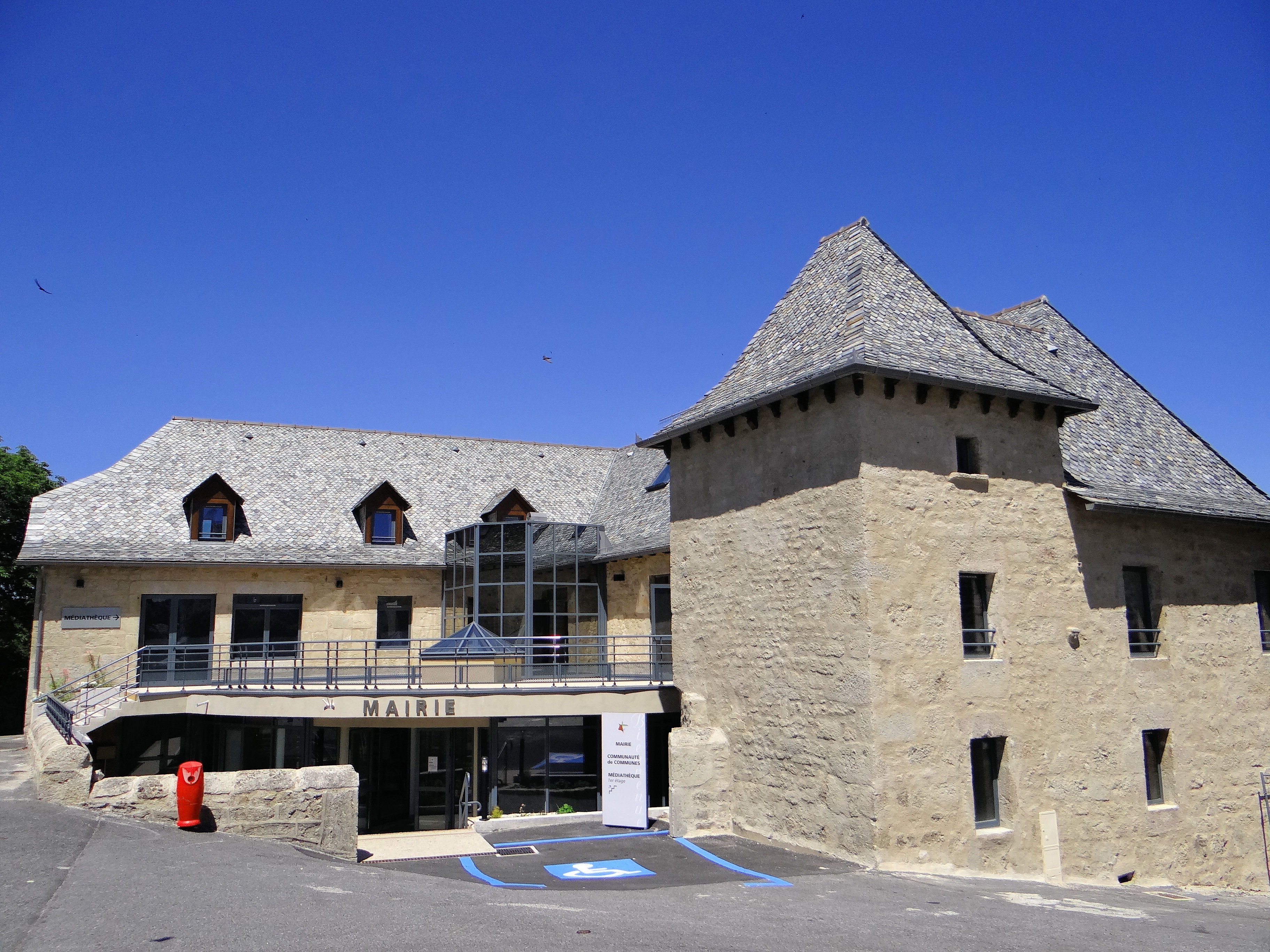
Rathaus von Argences en Aubrac im Ortsteil Sainte-Geneviève-sur-Argence
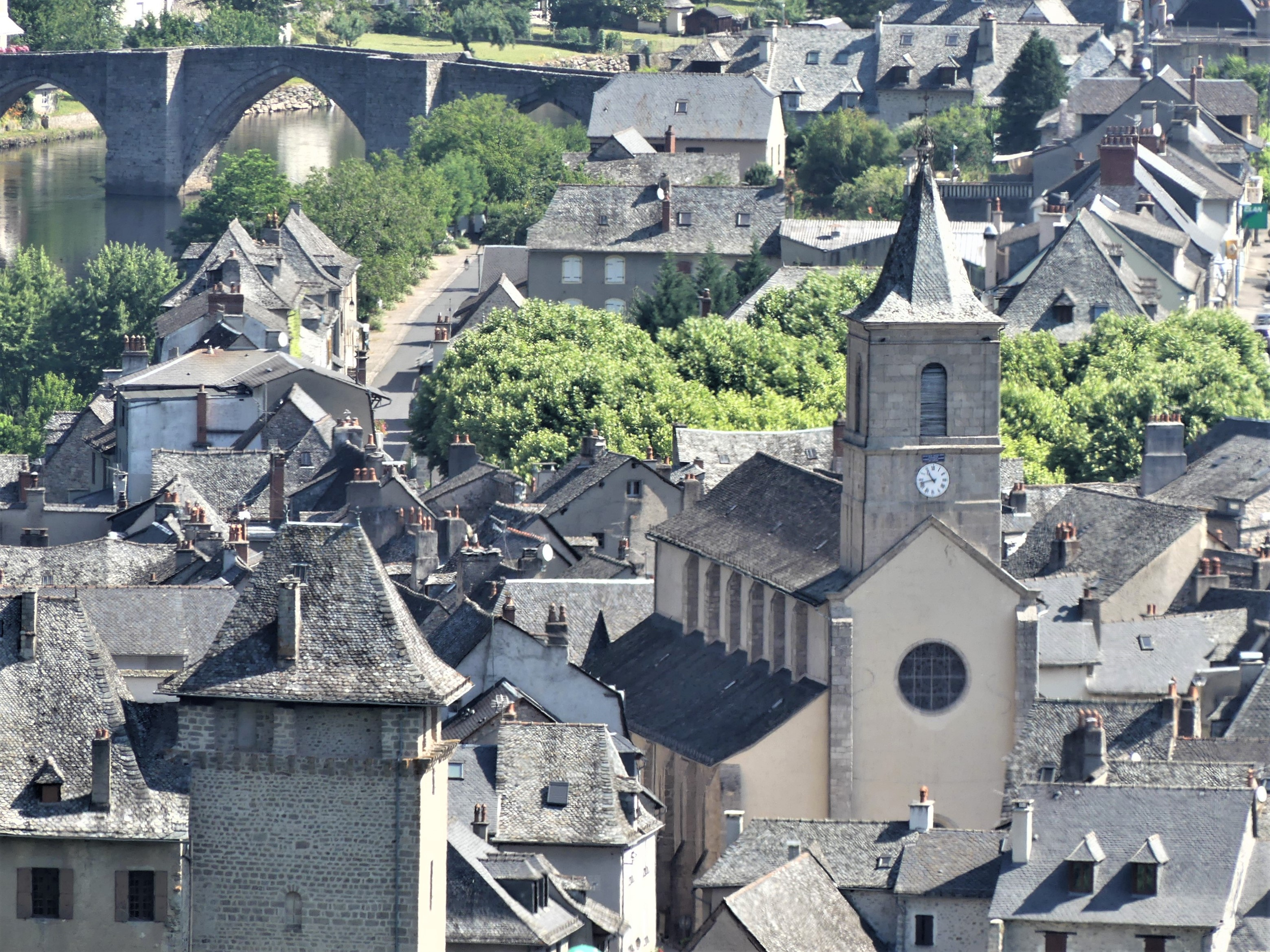
Blick über die Dächer von Entraygues-sur-Truyère
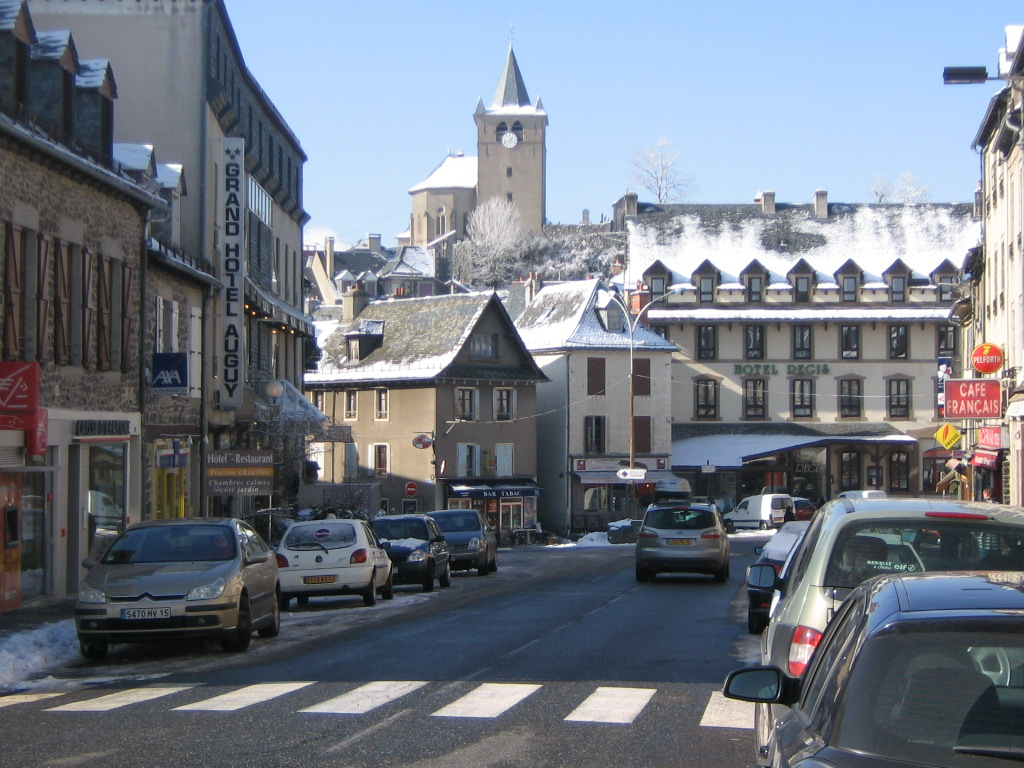
Ortszentrum von Laguiole bei Neuschnee
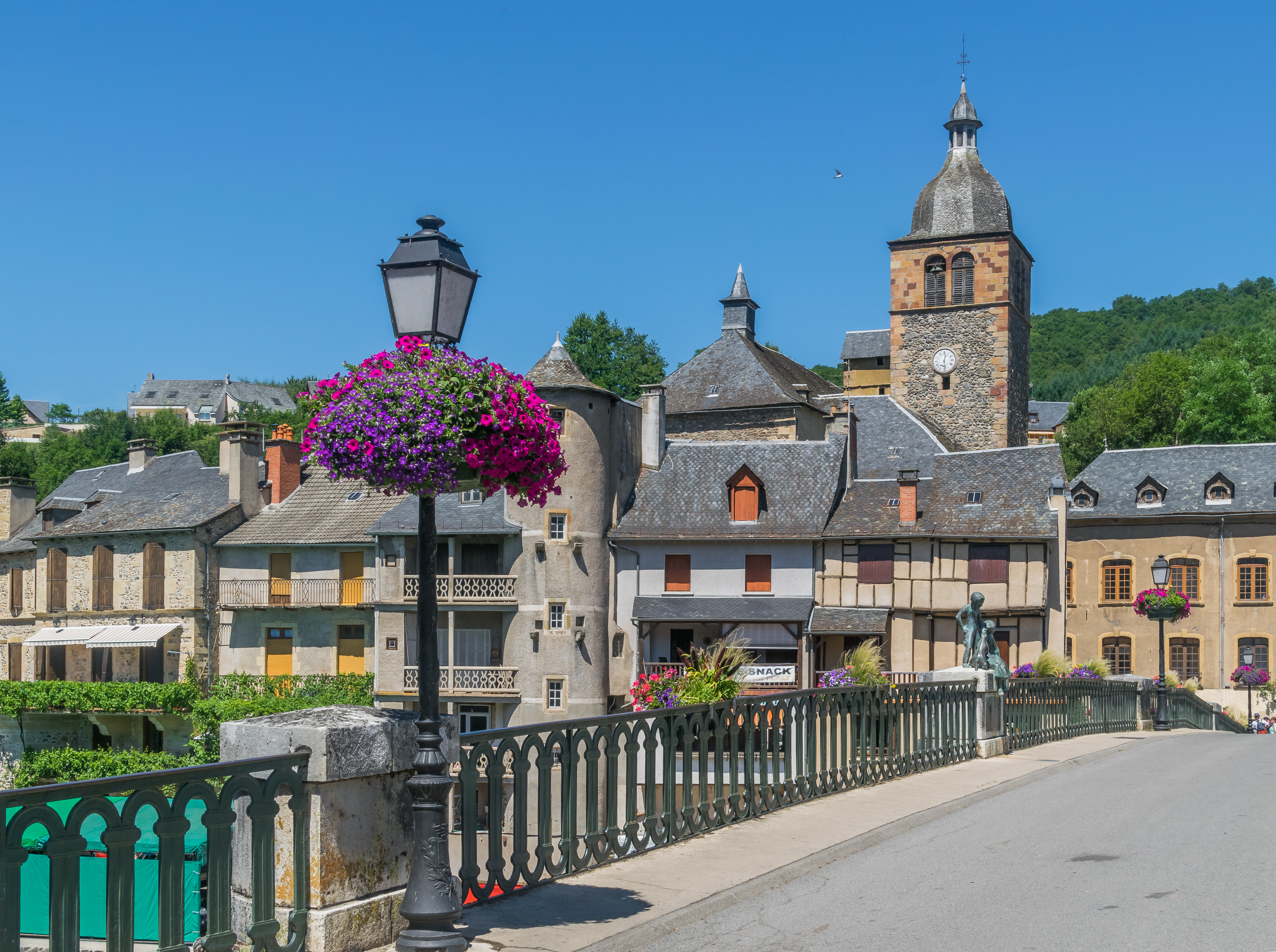
Kirche von Saint-Geniez-d’Olt in der Gemeinde Saint Geniez d’Olt et d’Aubrac
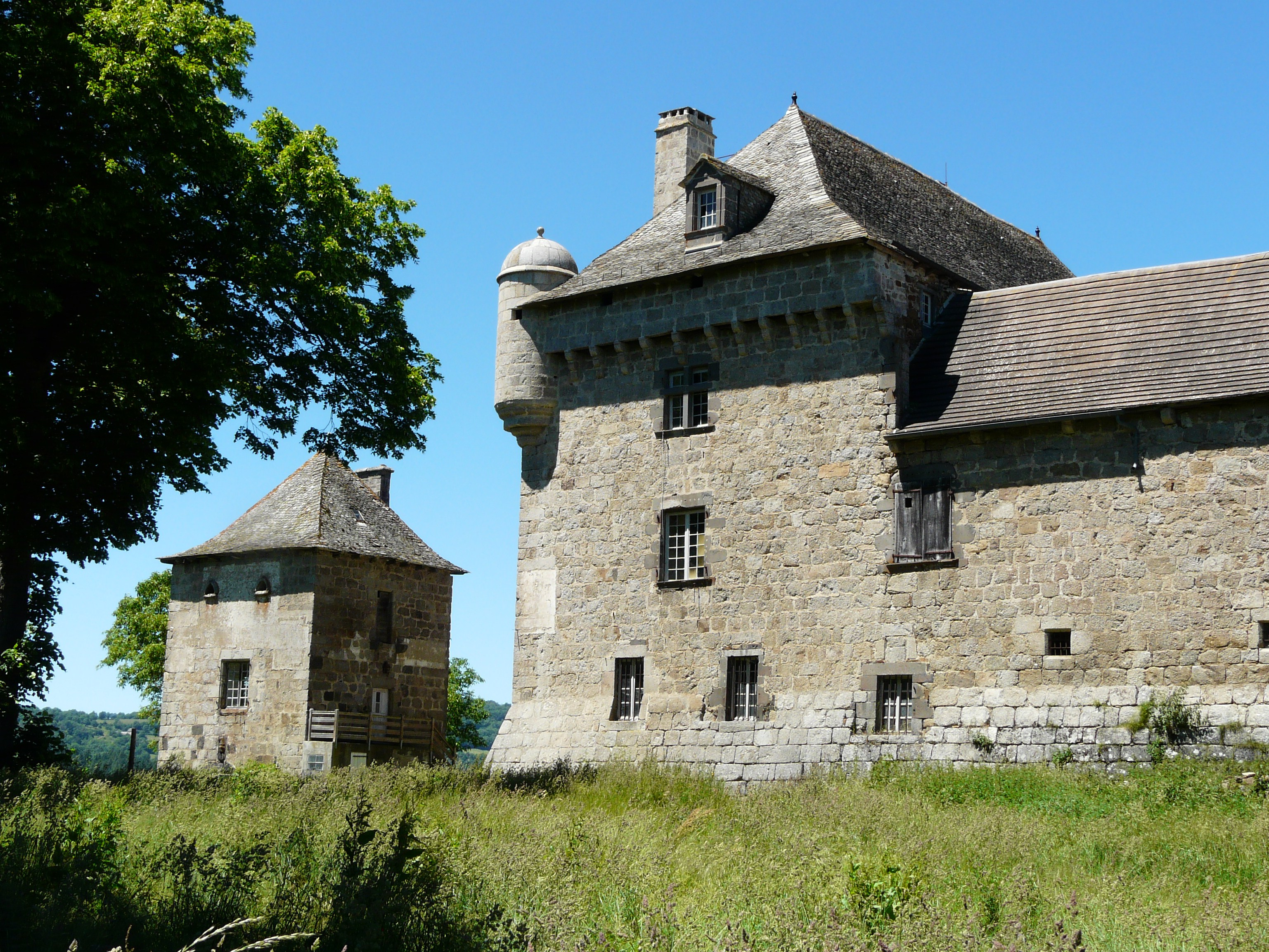
Château de Montvallat in Chaudes-Aigues